# Ratusz w Maciejowicach
Ratusz w Maciejowicach – ceglany ratusz zlokalizowany w centrum rynku w Maciejowicach (powiat garwoliński). Stanowi architektoniczną dominantę miejscowości.

## Historia
Obiekt pochodzi z połowy XIX wieku i reprezentuje formy klasycystyczne. W dwudziestoleciu międzywojennym stał się własnością prywatną. Łączył wówczas funkcje mieszkalne i publiczne (handlowe). Potem popadł w zaniedbanie i w latach 1974–1982 został wyremontowany. W 2010 wpisano go do rejestru zabytków pod numerem A-79/411. Zrewitalizowano go po raz kolejny i 9 listopada 2012 (z okazji 94. rocznicy odzyskania przez Polskę niepodległości) ponownie oddano do użytku. Całość prac kosztowała około 1.077.000 złotych.

## Placówki
W budynku funkcjonuje Muzeum Tadeusza Kościuszki i bitwy maciejowickiej, siedziba Gminnego Ośrodka Kultury oraz Gminna Biblioteka Publiczna.

## Galeria

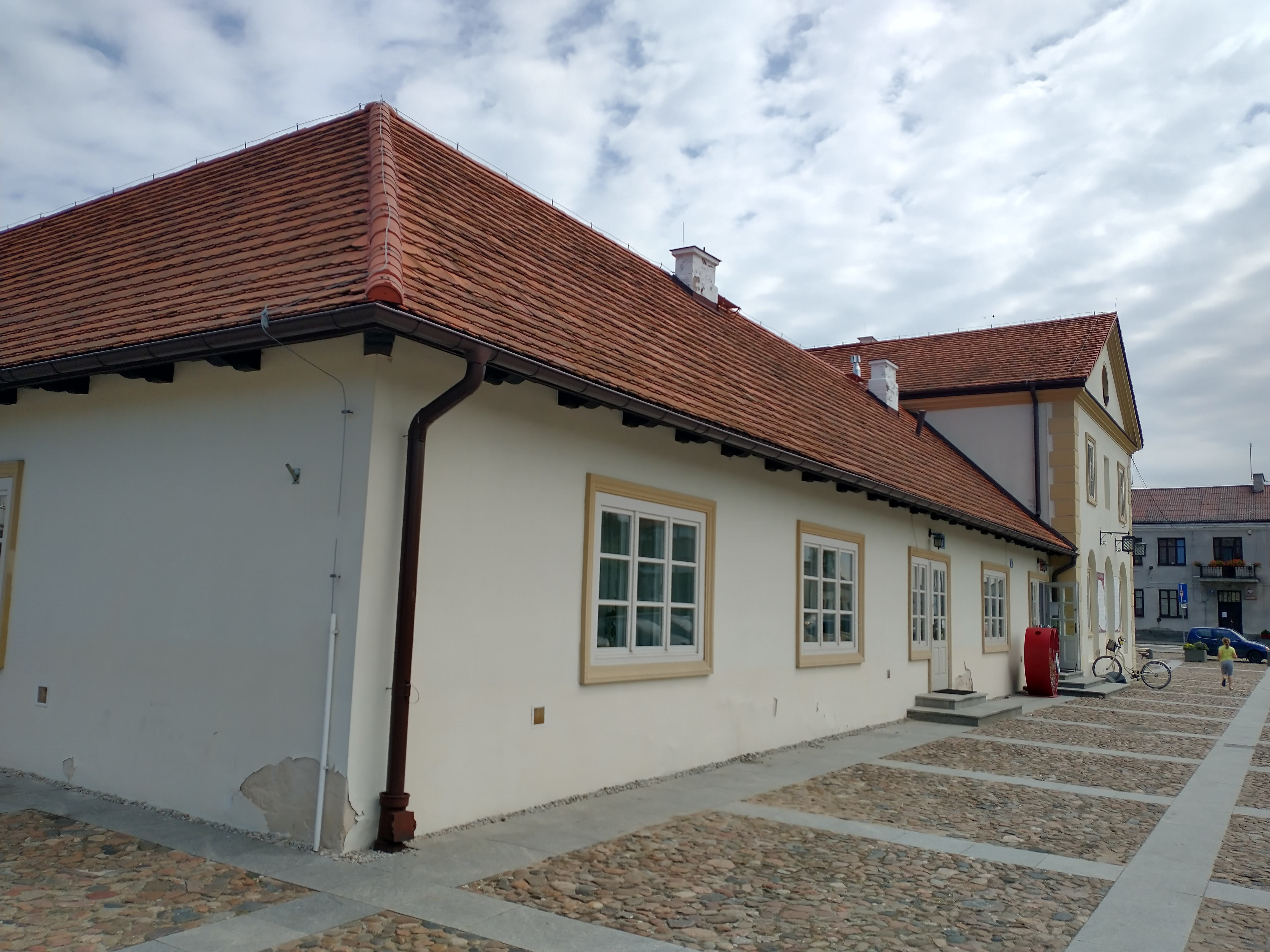
Elewacja boczna
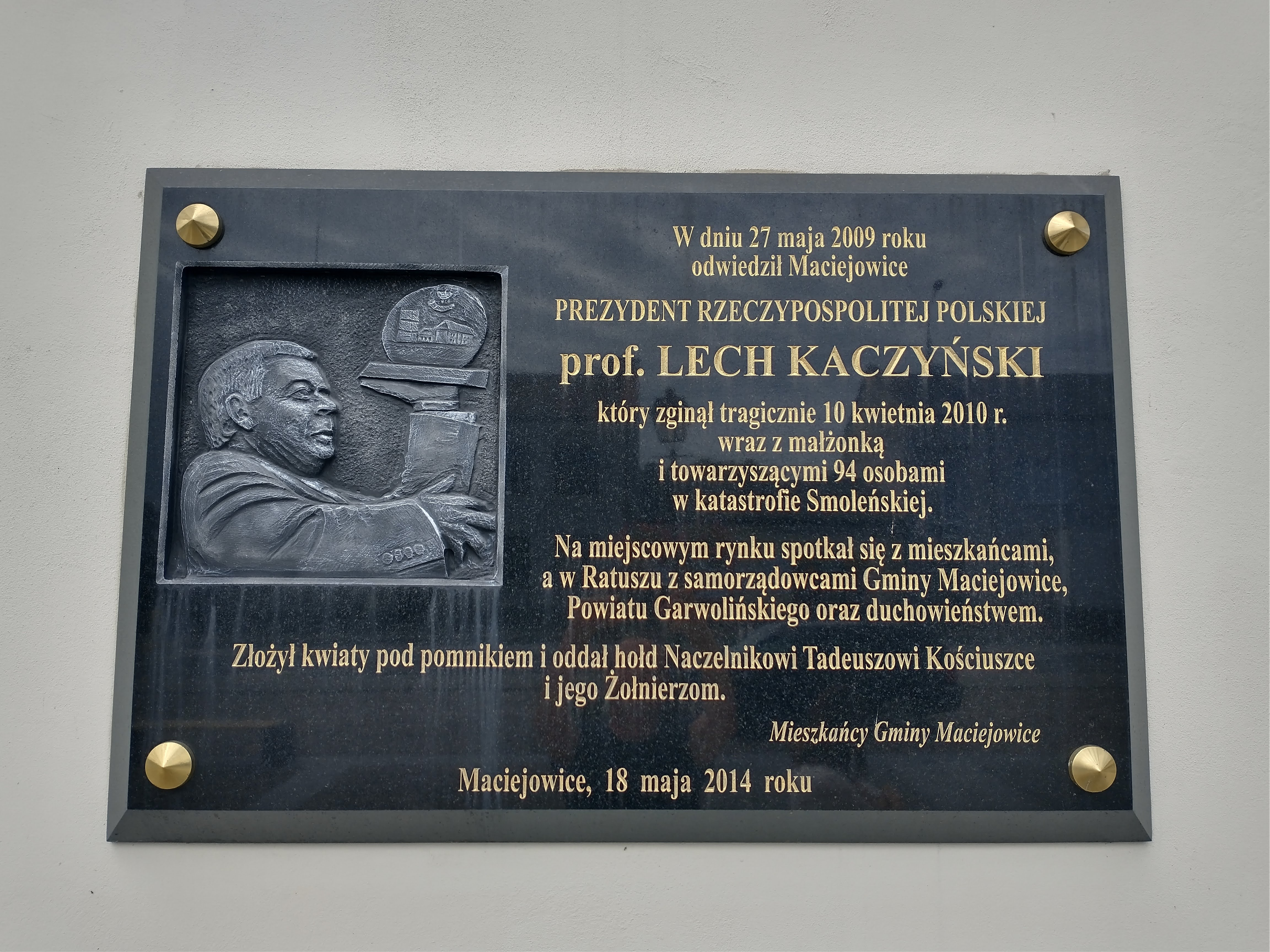
Tablica Lecha Kaczyńskiego
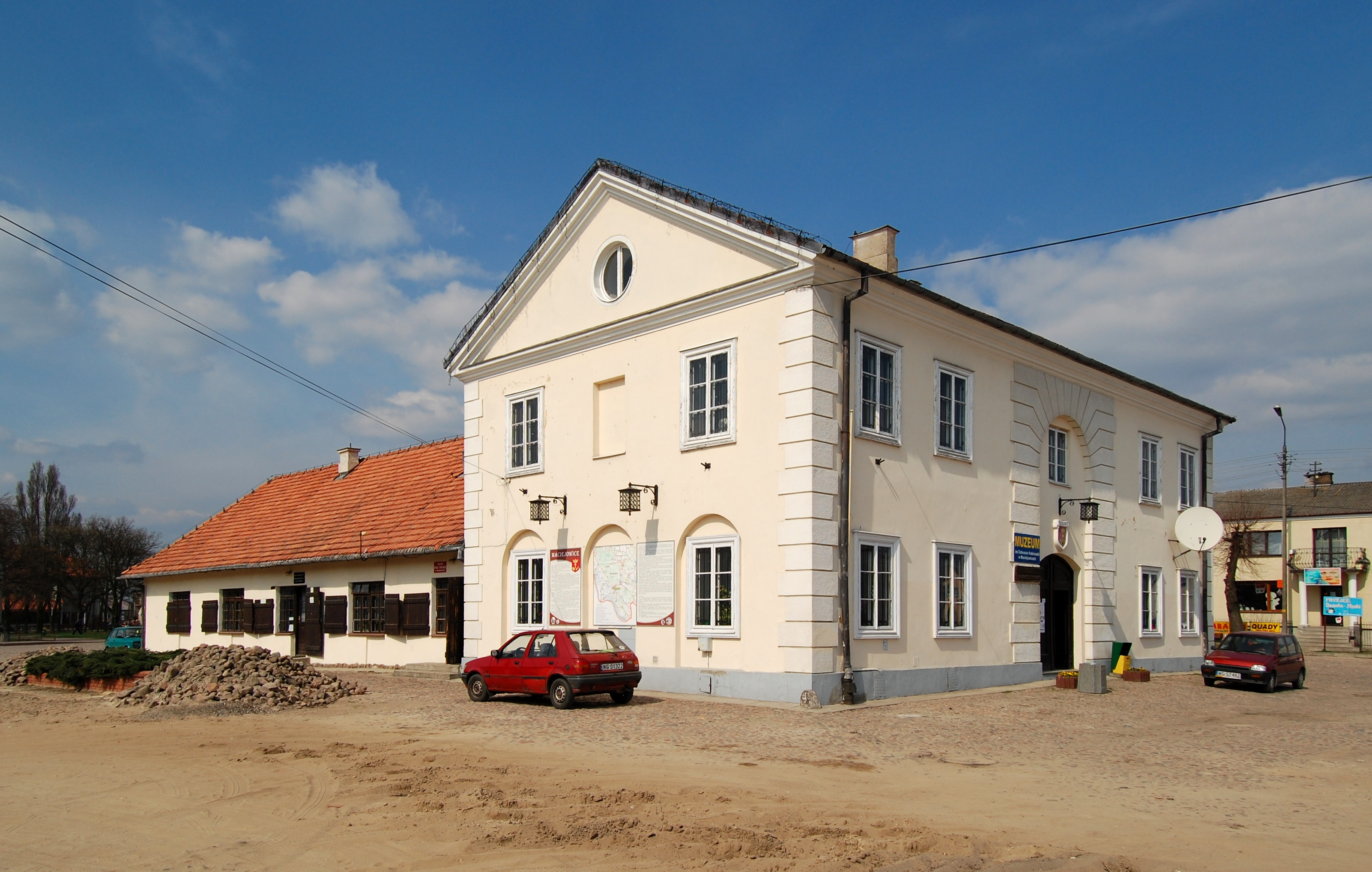
Widok od drogi 801